# Liptovská Osada
Liptovská Osada (in ungherese Oszada) è un comune della Slovacchia facente parte del distretto di Ružomberok, nella regione di Žilina.